# Mateo Vergara Silva
Mateo Vergara Silva (Talca, 1752 – s/d) fue alcalde de 2º voto en Talca e integró, por esa ciudad, el Primer Congreso Nacional en 1811.

## Biografía
Hijo de José Miguel Martínez de Vergara y Carbonell y de Antonia de Silva-Borges y Ortiz de Gaete. Nació en Talca en  el año 1752.
Se casó en dicha ciudad el 1º de agosto de 1775 con Lucía Sepúlveda Toledo. Sus hijos fueron: Dolores, Juan Luis, José Rafael, Agustín, Tomás y el político Francisco.

## Vida pública
Más tarde, en 1777 recibió de su padre la cantidad de 391 pesos. 
En 1785 fue alcalde de 2º voto en Talca, razón por la cual recibía el tratamiento de maestre de campo.
Fue empadronado en Talca, en 1787, entre los vecinos que tenían la distinción de caballeros.Fue conocida su afición al juego de cartas, con otros connotados vecinos de la ciudad.
Aunque se identificó como realista, tuvo una activa participación tras los acontecimientos que sucedieron a la Junta de Gobierno de 1810. Como diputado por Talca integró la Junta Gubernativa del Reino, de 2 de mayo de 1811 y participó en el Tribunal Superior de Gobierno, el 10 de mayo de 1811 Fue miembro de la Junta Superior de Gobierno, organizada el 17 de mayo de 1811, en la sala de gobierno y policía. Refrendó el Reglamento para el Arreglo de la Autoridad Ejecutiva Provisoria de Chile, sancionado el 14 de agosto de 1811.
Fue diputado por Talca en el Primer Congreso Nacional, constituido el 4 de julio de 1811, pero el 19 de septiembre de 1811, le fue concedida licencia para ausentarse y se acordó llamar a su suplente, Juan de Dios Vial del Río.Testó en Santiago en 1816 y 1818.